# 加藤康司 (工学者)
加藤 康司（かとう こうじ、1943年7月4日 - ）は、日本の機械工学者。東北大学名誉教授。日本学士院賞受賞。スウェーデン王立科学アカデミー外国会員。

## 人物・経歴
山形県出身。1966年東北大学工学部機械工学科卒業。1968年東北大学大学院工学研究科機械工学専攻修士課程修了。1971年東北大学工学部助手。1974年東北大学大学院工学研究科機械工学専攻博士課程修了。1980年東北大学工学部助教授。1985年アメリカ航空宇宙局学術研究会議研究員。1987年東北大学工学部教授。1992年リーズ大学客員教授。1997年東北大学大学院工学研究科教授。1998年エコール・サントラル・ドゥ・リヨン最高栄誉学者。2002年スウェーデン王立科学アカデミー外国会員。2005年日本大学客員教授。2006年西安交通大学名誉教授、日本トライボロジー学会会長。2007年定年退職、東北大学名誉教授、日本大学工学部機械工学科教授。2008年豊田理化学研究所フェロー。2009年日本トライボロジー学会名誉会員。2012年日本機械学会名誉員。2013年日本大学工学部非常勤講師、日本大学工学部上席研究員、東北大学大学院工学研究科教育研究支援者。2022年東北大学機械系同窓会会長。トライボロジーを研究し、日本学士院賞、アメリカ機械学会論文賞等を受賞した。

## 受賞
- The Scientific Micrograph Award，10th Int. Conf. on Wear of Materials 1995[1]
- 可視化情報学会論文賞 1997[1]
- 日本機械学会東北支部技術研究賞 1997[1]
- 日本機械学会論文賞 1999[1]
- 日本機械学会部門功労賞 1999[1]
- Best Poster Award，2nd World Tribology Congress 2001[1]
- 日本トライボロジー学会論文賞 2003[1]
- 日本機械学会東北支部技術研究賞 2003[1]
- ASME Tribology Division Best Paper Award，米国機械学会 2003[1]
- The STLE International Award，米国トライボロジー学会 2003[1]
- Jacob Wallenberg Award，スウェーデン王立工学科学アカデミー 2006[1]
- Mayo D. Hersey Award，米国機械学会 2006[1]
- 日本学士院賞 2007[1]
- Tribology Gold Medal，英国トライボロジートラスト 2008[1]
- Seagate Information Technology Award，米国機械学会 2008[1]
- 精密工学会功労賞 2009[1]
- パッシブデザインコンペ 大賞 2011[1]
- 日本機械学会教育賞 2012[1]
- 福島県建築文化賞 2014[1]
- 瑞宝中綬章 2017[2][7]